# Heineken N.V.

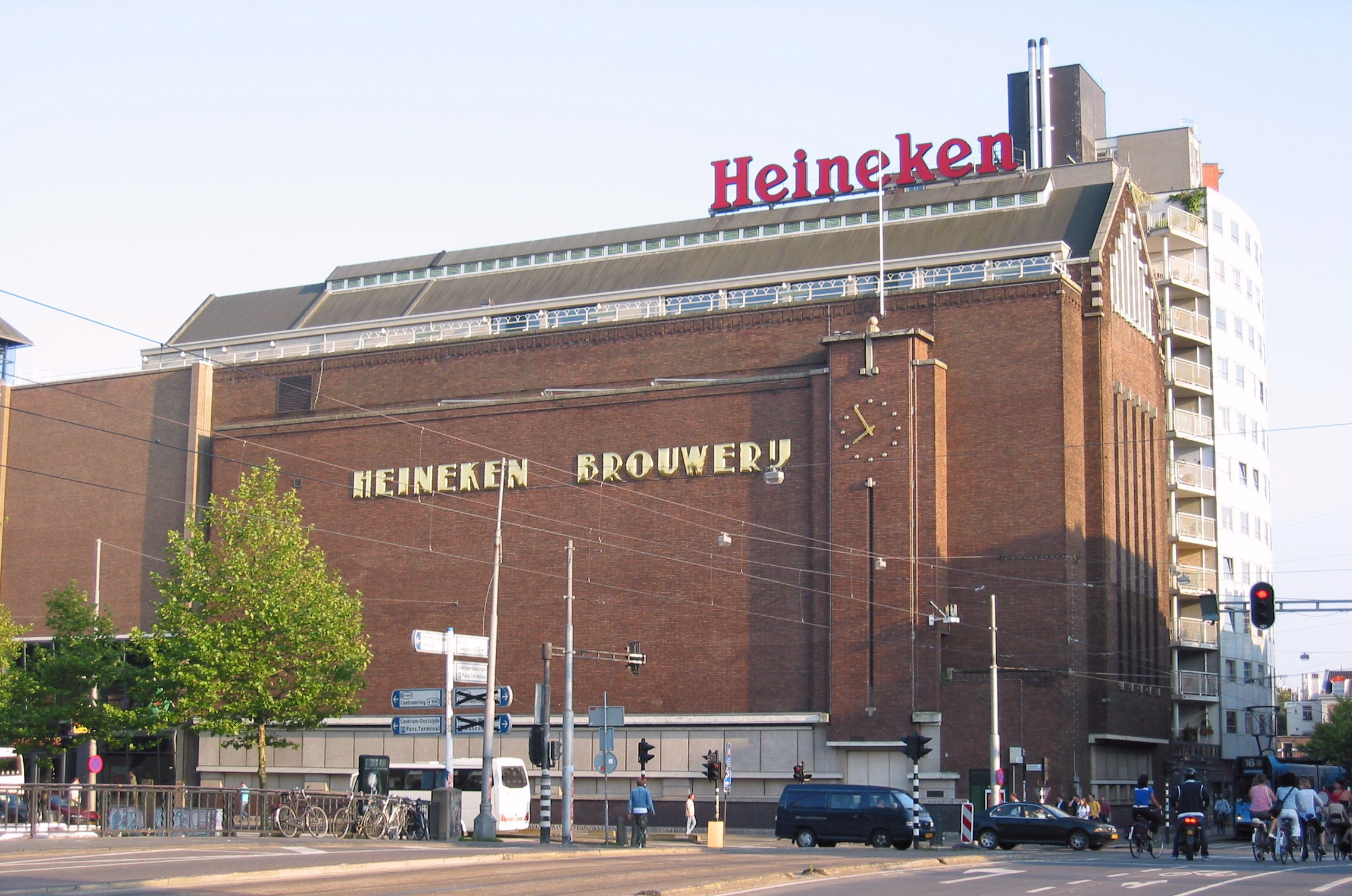
Vechea fabrică de bere Heineken din centrul oraşului Amsterdam

Heineken este o companie din Olanda din industria berii, cu o cifră de afaceri de 11,829 miliarde € și un profit de 1,345 miliarde € în 2006.

## Logoul
Steaua roșie de pe eticheta Heineken este utilizată încă de la începutul fabricii olandeze. Originea sa exactă este necunoscută. Unii spun că a fost un simbol al fabricanților de bere europeni din Evul Mediu, alții că cele patru vârfuri ale stelei simbolizează elementele pământ, foc, apă și vânt, în timp ce al cincilea vârf este un element pe care berarii din Evul Mediu nu-l puteau controla.
În timpul Războiului Rece, steaua Heineken a fost modificată ca să se evite asocierea cu comunismul. Din steaua roșie de acum, au transformat-o într-o stea albă cu contur roșu. La sfârșitul Războiului Rece, s-a revenit la culoarea inițială a stelei.
Heineken are în momentul de față două logouri: unul reprezentând logoul Companiei Heineken, iar celălalt lotoul berii Heineken. Diferența dintre cele două este că al doilea apare pe toate berile Heineken, în timp ce primul apare numai în momentul în care Compania are de comunicat ceva pentru unul dintre brandurile de bere pe care le produce sau când face sponsorizări la diferite competiții ori cauze.
Observați cele trei litere „e” răsucite în logoul de pe bere, nu? Au fost puse așa intenționat de către Freddy Heineken, nepotul fondatorului, Adriaan Heineken. Motivul răsucirii lor este pentru că arată ca niște „e”-uri zâmbitoare dacă sunt întoarse. Freddy a fost la cârma Heineken din 1989 până în 1995.

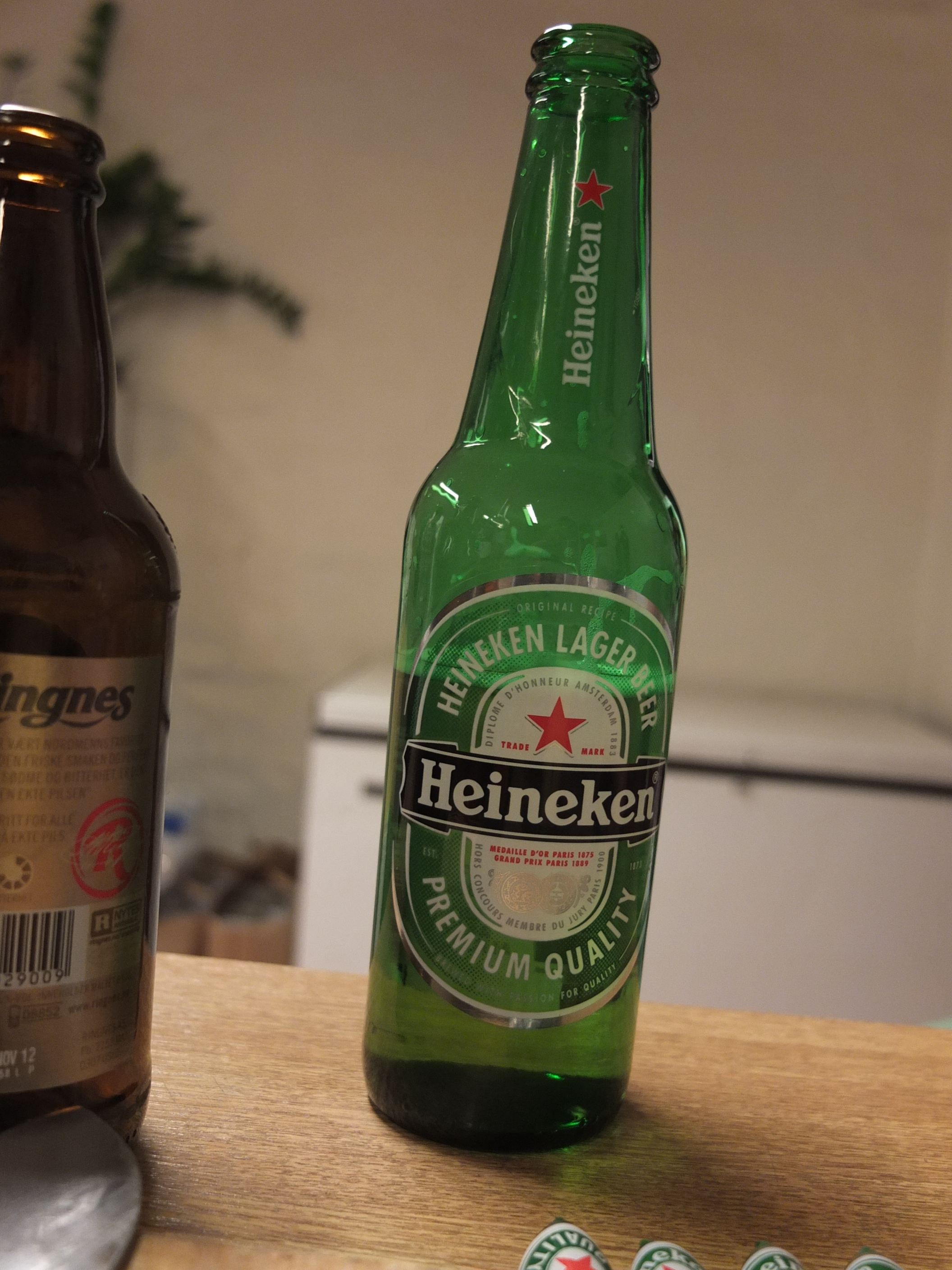

Număr de angajați: 1.500
Cifra de afaceri:
- 2008: 225 milioane de Euro[3]
- 2007: 210 milioane de Euro[4]
- 2006: 166,9 milioane Euro[4]

Profitul net:
- 2007: 26,8 milioane de Euro[4]

## Heineken în România
Berea Heineken a fost produsă pentru prima dată de Gerard Adriaan Heineken când, pe 15 februarie 1864, a cumpărat fabrica de bere De Hooiberg. Abia în 1886, H. Elion a reușit să obțină drojdia potrivită berii Heineken (de tip A) care se folosește și în rețetele de astăzi. În 1968 au cumpărat Amstel, berea rivală din Olanda. În 1991 se deschide muzeul Heineken din Amsterdam, iar în 2001 îl redenumesc în Heineken Experience.
Compania a intrat pe piața din România în anul 1998, sub numele de Brau Union, care în 2007 și-a schimbat numele în Heineken. Heineken România ocupă locul 1 pe piața berii din România, cu o cotă de piață de 26% (mai 2009). Principalii concurenți în România sunt: Ursus, InBev și URBB.
Compania are fabrici de bere la Miercurea Ciuc, Hațeg, Constanța, Craiova și Târgu Mureș. Portofoliul de mărci al Heineken România acoperă toate segmentele de piață: Heineken, Zipfer, Edelweiss (mărci importate), Neumarkt, Gösser, Schlossgold, Silva, Ciuc, Golden Brau, Bucegi, Gambrinus, Harghita și Hațegana.
La începutul anului 2008, compania a cumpărat producătorul autohton Bere Mureș, deținătoare a unei fabrici de bere în Ungheni, Mureș și a unei fabrici de ape minerale în localitatea Băcâia, Hunedoara.
Compania producea mărcile de bere Dracula și Sovata și mărcile de apă minerală Cezara și Cheile Cibulu.
În mai 2009, Heineken a vândut omului de afaceri Ioan Bălan divizia de ape minerale a fostei Bere Mureș.
În luna mai 2008, compania a preluat pachetul majoritar de acțiuni al companiei Haber Hațeg.